# Tout s'effondre
Pour les articles homonymes, voir Things Fall Apart.
Tout s'effondre (titre original : Things Fall Apart ; titre de la première traduction française : Le monde s'effondre) est un roman de l'écrivain nigérian Chinua Achebe.
Publié en 1958, le roman raconte la vie précoloniale dans le sud-est du Nigeria et l'arrivée des Britanniques à la fin du XIXe siècle. Il est considéré comme l'archétype du roman africain moderne en anglais, l'un des premiers à être acclamé par la critique mondiale. Le livre est étudié dans les écoles à travers l'Afrique et il est largement lu et étudié dans les pays anglophones du monde entier. En 1962, ce premier roman d'Achebe a été publié au Royaume-Uni par William Heinemann Ltd. Tout s'effondre est le premier ouvrage de la collection African Writers Series de Heinemann.
À travers le destin d'Okonkwo, un notable de son clan, Chinua Achebe évoque le choc culturel qu'a représenté pour les autochtones l'arrivée des Britanniques chez les Igbos, à la fin du XIXe siècle et la colonisation du Nigeria par les Britanniques. Presque coupés de l'extérieur, les habitants de la forêt équatoriale pouvaient imaginer un monde à leur image, fait de multiples dieux, de culte des ancêtres, de rites et de tabous. L'irruption des Européens et de leur religion, le christianisme, bouleverse toutes les croyances traditionnelles, d'où le titre du roman (tiré d'un poème de Yeats). Cependant, Chinua Achebe n'idéalise pas le passé. C'est parce que son meilleur ami a été victime d'un sacrifice humain que le fils d'Okonkwo rompt avec les pratiques de son village, ouvrant ainsi une brèche dans l'unité du clan.
Tout s'effondre a eu une suite, Le Malaise (1960), écrite à l'origine comme deuxième partie d'une œuvre plus vaste avec Flèche de dieu (1964). Achebe affirme que ses deux romans ultérieurs A Man of the People (en) (1966) et Anthills of the Savannah (en) (1987), bien qu'ils ne présentent pas les descendants d'Okonkwo, sont les successeurs spirituels des romans précédents de la chronique de l'histoire africaine.

## Résumé

### Partie 1
Le protagoniste du roman, Okonkwo, est célèbre dans les villages d'Umuofia pour ses talents de lutteur, battant un lutteur surnommé Amalinze le chat (parce qu'il ne tombe jamais sur le dos). Okonkwo est fort, travailleur et s'efforce de ne montrer aucune faiblesse. Il veut faire oublier le souvenir de son père Unoka, de ses dettes impayées, de sa négligence envers sa femme et ses enfants, et de sa lâcheté à la vue du sang. Okonkwo travaille à bâtir sa richesse entièrement seul, car Unoka est mort d'une mort honteuse et ne lui a laissé que de nombreuses dettes. Il est aussi obsédé par sa masculinité, et tout petit compromis à ce sujet est rapidement renié. Par conséquent, il bat souvent ses femmes et ses enfants, et il est méchant avec ses voisins. Sa volonté d'échapper à l'héritage de son père le conduit à être riche, courageux et puissant parmi les gens de son village. C'est un leader de son village. Il a atteint une position dans sa société pour laquelle il s'est battu toute sa vie.
Okonkwo est choisi par les anciens pour être le gardien d'Ikemefuna, un garçon exigé par le clan comme accord de paix entre Umuofia et un autre clan après que le père d'Ikemefuna ait tué une femme umuofia. Le garçon vit avec la famille d'Okonkwo et Okonkwo s'éprend de lui, même s'il ne montre pas son affection pour ne pas paraître faible. Le garçon admire Okonkwo et le considère comme un second père. L'oracle d'Umuofia finit par déclarer que le garçon doit être tué. Ezeudu, l'homme le plus âgé du village, avertit Okonkwo qu'il ne doit pas participer au meurtre du garçon parce que ce serait comme tuer son propre enfant. Cependant, pour ne pas paraître faible et féminin aux autres hommes du village, Okonkwo ignore l'avertissement du vieil homme et frappe lui-même le coup mortel alors même qu'Ikemefuna lui demande de le protéger. Pendant plusieurs jours après avoir tué Ikemefuna, Okonkwo se sent coupable et triste.
Peu après la mort d'Ikemefuna, les choses commencent à mal tourner pour Okonkwo. Sa fille Ezinma tombe malade et on craint qu'elle ne meure. De plus, lors d'une salve d'armes aux funérailles d'Ezeudu, l'arme d'Okonkwo explose accidentellement et tue le fils d'Ezeudu. Okonkwo et sa famille sont envoyés en exil pendant sept ans pour apaiser les dieux qu'il a offensé

### Partie 2
Pendant qu'Okonkwo est en exil à Mbanta, il apprend que des hommes blancs vivent en Umuofia avec l'intention d'y introduire leur religion, le christianisme. Au fur et à mesure que le nombre de convertis augmente, l'emprise des Blancs augmente et un nouveau gouvernement est mis en place. Le village est forcé de répondre par l'apaisement ou la résistance à l'imposition de la société naissante du peuple blanc.

### Partie 3
De retour d'exil, Okonkwo trouve son village transformé par la présence des hommes blancs. Après qu'un converti ait commis un acte odieux en démasquant un ancien qui incarne un esprit ancestral du clan, le village riposte en détruisant l'église chrétienne locale. En réponse, le commissaire de district représentant le gouvernement britannique fait emprisonner Okonkwo et d'autres dirigeants autochtones en attendant le paiement d'une amende de deux cents cauris. Malgré les instructions du commissaire de district de traiter les dirigeants d'Umuofia avec respect, les agents du tribunal autochtones les humilient, en leur rasant la tête et en les fouettant. En conséquence, le peuple d'Umuofia se rassemble enfin pour ce qui pourrait être un grand soulèvement. Okonkwo, un guerrier de nature et intransigeant sur la coutume et la tradition umuofiennes, méprise toute forme de lâcheté et préconise la guerre contre les hommes blancs. Quand les messagers du gouvernement blanc essaient d'arrêter le rassemblement, Okonkwo décapite l'un d'eux. Parce que la foule permet aux autres messagers de s'échapper et ne se bat pas aux côtés d'Okonkwo, ce dernier se rend compte avec désespoir que le peuple d'Umuofia ne va pas se battre pour se protéger. La réponse de sa société à un conflit, qui pendant si longtemps était prévisible et dicté par la tradition, est en pleine mutation.
Lorsque le chef local du gouvernement blanc, Gregory Irwin, vient chez Okonkwo pour le traduire en justice, il découvre qu'Okonkwo s'est pendu pour éviter d'être jugé dans un tribunal colonial. Parmi son propre peuple, le suicide d'Okonkwo a terni sa réputation et son statut, car il est strictement contraire aux enseignements des Igbos de se suicider.
Le commissaire du district, qui s'intéresse aux mœurs primitives des Africains, pense que l'histoire d'Okonkwo fera une bonne page dans son livre, ou peut-être un bon paragraphe.

## Personnages
- Okonkwo : Personnage principal, guerrier respecté du village d'Umuofia, travailleur acharné et mari de trois femmes. Son gout pour la force le conduit à être brutal envers ses proches et incapable d'exprimer de l'amour.
- Unoka : Père d'Okonkwo, homme paresseux et rêveur, musicien avant tout. Il meurt endetté auprès de tous et ne peut rien léguer à ses enfants. Son fils Okonkwo lui vouera une haine féroce et ne cessera de vouloir se détourner de son mauvais exemple.
- Première femme d'Okonkwo : Elle n'est jamais mentionnée par son prénom à travers le roman, seulement en tant que mère de Nwoye.
- Nwoye : Fils ainé de Okonkwo, toujours très triste que son père ne sache pas témoigner de l'affection à sa famille. Il devient proche d'Ikemefuna et est très affecté lors de son meurtre. Cet événement en particulier le poussera plus tard à se convertir au christianisme au grand désespoir de son père.
- Ikemefuna : Fils adoptif de Okonkwo, offert par un village voisin pour préserver la paix. Bien que son père adoptif eut beaucoup d'affection pour lui, il accepta de le sacrifier sur demande des anciens du village.
- Obiageli : Sœur de Nwoye. Fille d'Okonkwo et de sa première femme.
- Ekwefi : Deuxième épouse d'Okonkwo. Elle eut du mal à obtenir un enfant et fit pas moins de neuf fausses couches.
- Ezinma : Fille unique d'Ekwefi et d'Okonkwo. Très intelligente et intuitive pour son âge. Elle aime appeler sa mère par son prénom.
- Ojiugo : Troisième épouse d'Okonkwo. Ses premières apparitions laissent penser qu'Okonkwo aime passer ses nerfs sur elle.
- Nkechi : Fille d'Ojiugo et d'Okonkwo.
- Uchendu : Oncle d'Okonkwo, frère de sa mère. Il accueille Okonkwo à Mbanta pendant son exil. Il est décrit comme d'un âge avancé et d'une grande sagesse.
- Amikwu : Cousin d'Okonkwo, fils d'Uchendu.

- Agbala : Oracle du village d'Umuofia.
- Nwakibie : Homme au titre et au rang social le plus élevé d'Umuofia. Il aide Okonkwo à démarrer dans la vie en lui offrant des bulbes d'ignames.
- Ezeani : Prêtre de la déesse de la terre du village d'Umuofia.
- Ogbuefi Ezeudu : Doyen d'Umuofia.
- Obierika : Meilleur ami d'Okonkwo au village d'Umuofia. Pendant le mariage de son fils, Okonkwo fait éclater accidentellement son fusil et tue un enfant, ce qui le force à quitter le village pour sept ans. Obierika s'occupera de ses terres pendant son exil.

## Contexte
Le titre anglais, Things Fall Apart, est une citation de The Second Coming, un poème de W. B. Yeats.
La plus grande partie de l'histoire se déroule dans le village fictif d'Iguedo, qui fait partie du clan Umuofia. Umuofia est située à l'ouest de la ville actuelle d'Onitsha, sur la rive est du fleuve Niger au Nigeria. Les événements du roman se déroulent dans les années 1890. La culture représentée, celle du peuple igbo, est semblable à celle d'Ogidi (en), le lieu de naissance d'Achebe, où les gens parlant l'igbo vivaient dans des groupes de villages indépendants dirigés par des aînés. Les coutumes décrites dans le roman reflètent celles du peuple Onitsha actuel, qui vivait près d'Ogidi, et avec lesquelles Achebe était familier.

### Choix de la langue
Achebe a écrit ses romans en anglais parce que le langage écrit standard igbo a été créé en combinant différents dialectes, créant ainsi une forme écrite artificielle. Dans une interview accordée en 1994 à The Paris Review, Achebe déclarait : « La forme du roman semble aller de pair avec la langue anglaise. Il y a un problème avec la langue igbo. Elle souffre d'un héritage très grave qu'elle a reçu au début de ce siècle de la mission anglicane. Les autorités ont envoyé un missionnaire du nom de Dennis, Archidiacre Dennis. C'était un érudit. Il considérait que la langue igbo - qui comptait plusieurs dialectes - devrait en quelque sorte fabriquer un dialecte uniforme qui serait utilisé pour l'écrit pour éviter tous ces dialectes. Parce que les missionnaires étaient puissants, ce qu'ils voulaient faire, ils le faisaient. C'est devenu la loi. Mais ce dialecte uniforme et artificiel ne peut pas chanter. Il n'y a rien que tu puisses faire pour le faire chanter. C'est lourd. C'est lourd. C'est en bois. Il ne va nulle part ».
Le choix d'Achebe d'écrire en anglais a suscité la controverse. Alors que les critiques africains et non africains s'accordent à dire qu'Achebe a modelé Tout s'effondre sur la littérature européenne classique, ils ne s'entendent pas sur la question de savoir si son roman soutient un modèle occidental ou, en fait, s'il le subvertit ou le confronte. Achebe continue de défendre sa décision : « L'anglais est quelque chose que vous passez votre vie à acquérir, donc ce serait stupide de ne pas l'utiliser. Aussi, dans la logique de la colonisation et de la décolonisation, c'est en fait une arme très puissante dans la lutte pour récupérer ce qui était à vous. L'anglais était la langue de la colonisation elle-même. Ce n'est pas simplement quelque chose que vous utilisez parce que vous l'avez de toute façon ».
Achebe se distingue par l'inclusion habile de proverbes de la culture orale igbo dans ses écrits. Cette influence a été explicitement mentionnée par Achebe dans Tout s'effondre : « Chez les Igbos, l'art de la conversation est très apprécié, et les proverbes sont l'huile de palme avec laquelle on mange les mots. ».

## Signification littéraire et réception
Tout s'effondre est une étape importante dans la littérature africaine. Le roman est considéré comme l'archétype du roman africain moderne en anglais, et il est lu au Nigeria et dans toute l'Afrique. De toutes les œuvres d'Achebe, Tout s'effondre est celle qui est lue le plus souvent et qui a suscité le plus de réactions critiques, d'examens et de critiques littéraires. Le roman est étudié largement en Europe, en Inde et en Amérique du Nord, où il a donné lieu à de nombreux travaux analytiques secondaires et supérieurs. Il a acquis un statut et une réputation similaires en Inde, en Australie et en Océanie. 
Considéré comme l’œuvre principale d'Achebe, le roman s'est vendu à plus de 20 millions d'exemplaires dans le monde. Le roman a été traduit dans plus de 50 langues, et est souvent utilisé dans la littérature, l'histoire mondiale et les cours d'études africaines dans le monde entier.
Achebe est considéré comme le romancier essentiel sur l'identité africaine, le nationalisme et la décolonisation. L'ambiguïté culturelle et la contestation ont été au centre des préoccupations d'Achebe. La complexité de romans comme Tout s'effondre repose sur la capacité d'Achebe à amener des systèmes culturels concurrents et leurs langues au même niveau de représentation, de dialogue et de contestation.
Les critiques ont fait l'éloge de la narration neutre d'Achebe et ont décrit Tout s'effondre comme un roman réaliste. Une grande partie de la discussion critique sur Tout s'effondre se concentre sur les aspects sociopolitiques du roman, y compris les frictions entre les membres de la société igbo face à la présence envahissante et écrasante du gouvernement et des croyances occidentaux. Ernest N. Emenyonu (en) a dit que « Tout s'effondre est en effet une étude classique de l'incompréhension interculturelle et des conséquences pour le reste de l'humanité, quand une culture ou une civilisation belligérante, par pure arrogance et ethnocentrisme, prend sur elle d'envahir une autre culture, une autre civilisation ».
Les écrits d'Achebe sur la société africaine, en racontant d'un point de vue africain l'histoire de la colonisation des Igbos, tendent à dissiper l'idée fausse que la culture africaine était sauvage et primitive. Dans Tout s'effondre, la culture occidentale est présentée comme étant arrogante et ethnocentrique, insistant sur le fait que la culture africaine avait besoin d'un leader. Comme elle n'avait ni rois ni chefs, la culture umuofienne était vulnérable à l'invasion de la civilisation occidentale. On estime que la répression de la langue igbo à la fin du roman contribue grandement à la destruction de la culture. Bien qu'Achebe favorise la culture africaine de la société préoccidentale, l'auteur attribue sa destruction aux faiblesses de la structure autochtone. Achebe dépeint la culture umuofienne comme ayant une religion, un gouvernement, un système monétaire et une tradition artistique, ainsi qu'un système judiciaire.

### Influence et héritage
La publication de Tout s'effondre a ouvert la voie à de nombreux autres écrivains africains. Les romanciers qui ont publié après Achebe ont su trouver un mode d'expression éloquent et efficace de la situation sociale, historique et culturelle particulière de l'Afrique moderne. Avant la sortie de Tout s'effondre, la plupart des romans sur l'Afrique avaient été écrits par des auteurs européens, dépeignant les Africains comme des sauvages qui avaient besoin des lumières de l'Ouest.
Achebe a rompu avec ce point de vue extérieur en présentant la société igbo sous un jour sympathique. Cela permet au lecteur d'examiner les effets du colonialisme européen d'un point de vue différent. Achebe a commenté : « La popularité de Tout s'effondre dans ma propre société peut s'expliquer simplement : c'était la première fois que nous nous voyions nous-mêmes, en tant qu'individus autonomes, plutôt qu'à moitié, ou, comme dirait Joseph Conrad, en tant qu'âmes rudimentaires. ».
La langue du roman a non seulement intrigué les critiques, mais elle a aussi été un facteur majeur dans l'émergence du roman africain moderne. Parce qu'Achebe écrivait en anglais, dépeignait la vie des Igbos du point de vue d'un homme africain et utilisait la langue de son peuple, il a pu influencer grandement les romanciers africains, qui le considéraient comme un mentor.
La fiction et la critique d'Achebe continuent d'inspirer et d'influencer les écrivains du monde entier. Hilary Mantel, lauréate du prix Booker, dans un article paru le 7 mai 2012 dans Newsweek, "Hilary Mantel's Favorite Historical Fictions", classe Tout s'effondre parmi ses cinq romans favoris dans ce genre. Toute une nouvelle génération d'écrivains africains - Binyavanga Wainaina (actuel directeur du Chinua Achebe Center au Bard College) et Helon Habila (en) (Waiting for an Angel (en) [2004] et Helon Habila (en) [2007]), ainsi que Uzodinma Iweala (Beasts of No Nation [2005]) et Professeur Okey Ndibe (en) (Arrows of Rain (en) [2000]) - mentionnent Chinua Achebe comme un de leurs modèles. Chimamanda Ngozi Adichie, auteur des romans populaires et acclamés par la critique Purple Hibiscus (en) (2003) et Half of a Yellow Sun (2006), a commenté dans une interview de 2006 : « Chinua Achebe sera toujours important pour moi parce que son travail n'a pas tant influencé mon style que ma philosophie d'écriture : le lire m'a enhardi, m'a donné la permission d'écrire sur ce que je connaissais bien".

## Reconnaissance
Encyclopædia Britannica a inclus Things Fall Apart dans sa liste des 12 plus grands romans jamais écrits.
Le 60e anniversaire de la première publication de Things Fall Apart a été célébré au Southbank Centre à Londres, le 15 avril 2018 avec des lectures publiques du livre par Femi Elufowoju Jr (en), Adesua Etomi, Yomi Sode, Lucian Msamati (en), Jennifer Makumbi, Chibundu Onuzo, Ellah Wakatama Allfrey, Ben Okri et Margaret Busby,.
Le magazine Time a inclus le roman dans ses 100 meilleurs romans en anglais de 1923 à 2005.

## Éditions françaises
- (fr) Chinua Achebe (auteur) et Michel Ligny (traducteur), Le monde s'effondre [« Things Fall Apart »], Paris, Éditions Présence africaine, 1966, 243 p. (BNF 32897793)
- (fr) Chinua Achebe (auteur) et Pierre Girard (traducteur) (trad. de l'anglais), Tout s'effondre [« Things Fall Apart »], Arles, Actes Sud, coll. « Lettres africaines », 2013, 230 p. (ISBN 978-2-330-02441-3, BNF 43702822)

## Radio, film, télévision et musique
En avril 1961, un drame radiophonique inspiré du roman et intitulé Okonkwo a été produit par la Nigerian Broadcasting Corporation (en). Wole Soyinka y jouait un second rôle.
En 1970, le roman a été porté au grand écran par Jason Pohland. Le film mettait en vedette la princesse Elizabeth Bagaya de Toro,.
En 1987, le livre a été adapté en une minisérie télévisée très réussie dirigée par David Orere et diffusée par la Nigerian Television Authority. La minisérie mettait en vedette plusieurs acteurs de renom, dont Pete Edochie, Nkem Owoh et Sam Loco Efe (en).
En 1999, le groupe de hip-hop américain The Roots a intitulé son quatrième album studio Things Fall Apart en hommage au roman de Chinua Achebe.
En 2008, une adaptation cinématographique de Tout s'effondre a été réalisée par une société de production nigériane avec une distribution entièrement nigériane. Pete Edochie jouait Okonkwo.